# Giorgio Baglivi
Giorgio Baglivi (hrvaško Gjuro Baglivi), armensko-italijanski zdravnik, anatom in patolog, * 8. september 1668, Dubrovnik, † 15. junij 1707, Rim, Italija.